# Elvis Noupue
Elvis Guy Noupue Nguegoue (* 25. Juli 1983) ist ein kamerunischer Fußballschiedsrichterassistent. Er steht als dieser seit 2013 sowie als Video-Assistent seit 2021 auf der Liste der FIFA-Schiedsrichter.

## Karriere
Als Assistent begleitete er unter anderem Spiele der U-20-Weltmeisterschaft 2015 und des Arabien-Pokal 2021. Zur Weltmeisterschaft 2022 wurde er ins Aufgebot der Assistenten berufen.